# Пинаичев, Григорий Маркович
Григо́рий Ма́ркович Пина́ичев (21 января (3 февраля) 1913, д. Муратово, Малоярославецкий уезд, Калужская губерния, Российская империя — 26 июля 1988, Москва, РСФСР, СССР) — советский футболист (правый защитник) и футбольный тренер. Мастер спорта СССР. Заслуженный тренер СССР (1957).

## Биография
Начал играть в «Трехгорке» (Москва) в 1931 году. Выступал за сборную БВО.
В московском ЦДКА играл в 1939—1944 годах. 2-й призёр чемпионата 1938.
В 1946 году — главный тренер команды ГСВГ.
Позже (с перерывами) работал главным тренером ВС СССР по футболу и хоккею — 1948 — март 1953, 1958-60, 1961.
Начальник отдела футбола команд мастеров Спорткомитета СССР — 1954 (апрель — декабрь).
Начальник и старший тренер ЦСК МО/ЦСКА — 1954-57, 1960 (дважды 3-го призёра чемпионатов СССР и обладатель Кубка СССР 1955).
Старший тренер болгарского ЦСКА «Червено знаме» — 1964-65, который под его руководством стал чемпионом и обладателем Кубка Болгарии.
В 1968 году был старшим тренером СКА (Ростов-на-Дону).
Был членом Президиума Федерации футбола СССР — 1948-64, работал в Управлении футбола Спорткомитета СССР — 1969-74.

## Награды
- Орден «Знак Почёта» (27.04.1957) — «за успехи, достигнутые в деле развития массового физкультурного движения в стране, повышения мастерства советских спортсменов, и успешное выступление на международных соревнованиях»